# Історія гіпертексту

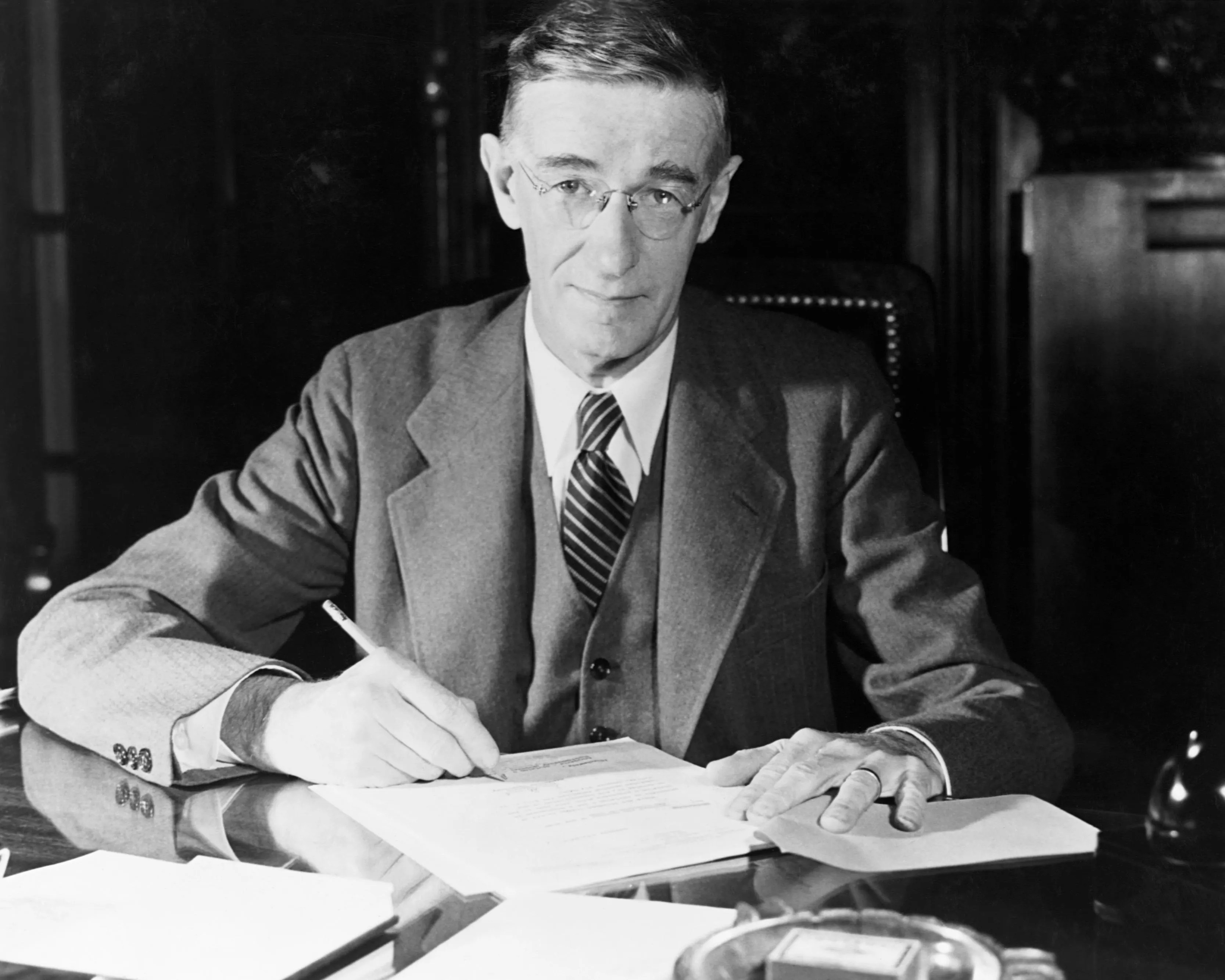
Інженер Ванневар Буш написав " Як ми можемо подумати" в 1945 році, описуючи свою концепцію Memex, машини, яка може реалізувати те, що ми зараз називаємо гіпертекстом. Його метою було допомогти людству досягти колективної пам'яті за допомогою такої машини та уникнути використання наукових відкриттів для руйнування та війни

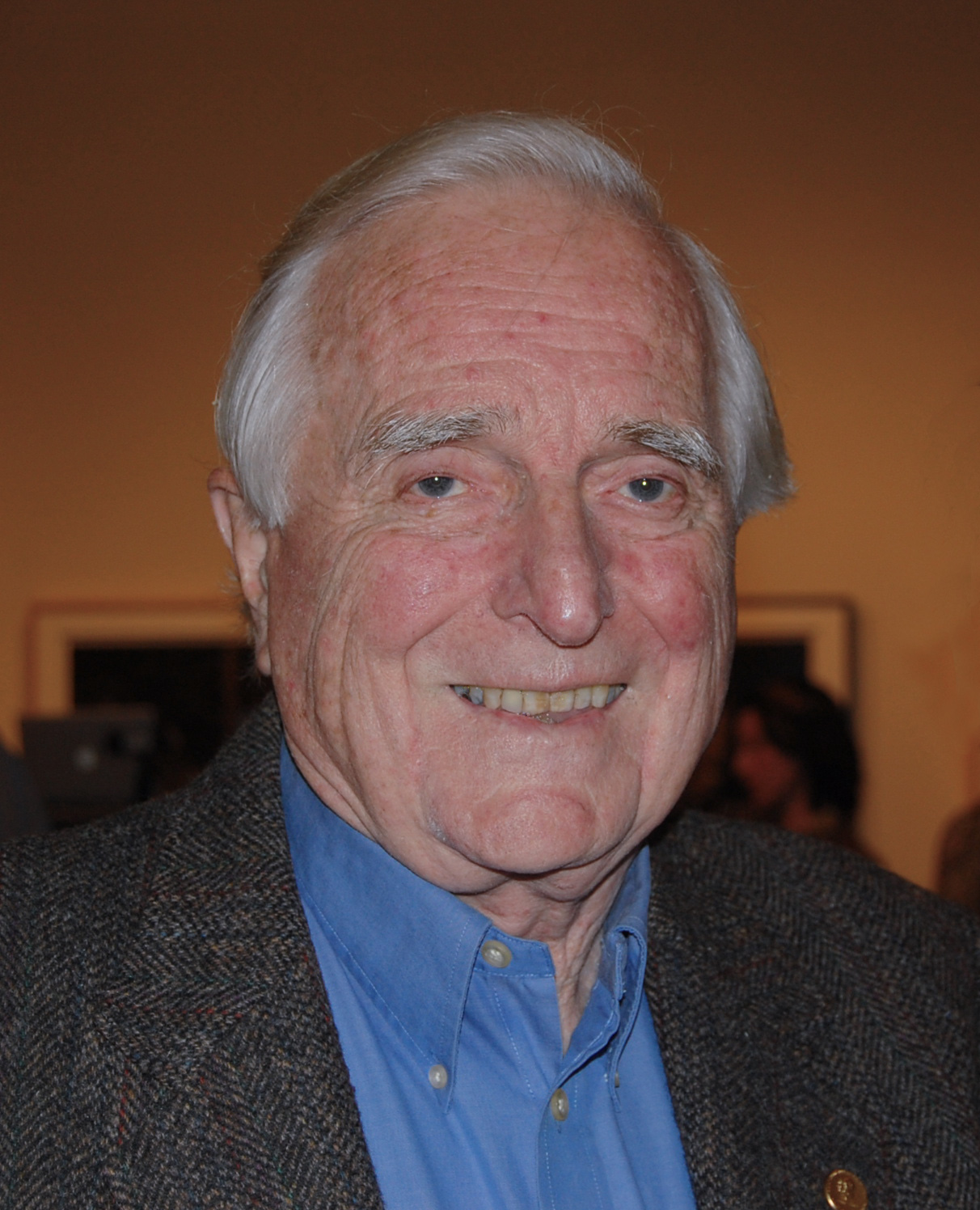
Дуглас Енгельбарт у 2008 році на святкуванні 40-ї річниці " Матері всіх демонстрацій " у Сан-Франциско, 90-хвилинної презентації комп'ютерної системи NLS 1968 року, яка була поєднанням апаратного та програмного забезпечення, що продемонструвало багато ідей гіпертексту

Гіпертекст - це текст, що відображається на комп’ютері чи іншому електронному пристрої з посиланнями ( гіперпосиланнями ) на інший текст, до якого читач може негайно отримати доступ, як правило, клацанням миші або послідовністю натискання клавіші. Ранні уявлення про гіпертекст визначали його як текст, який може бути пов’язаний системою зв’язку з рядом інших документів, що зберігаються поза цим текстом. У 1934 р. Бельгійський бібліограф Пол Отлет розробив план посилань, які витягуються з гіпертексту, щоб читачі мали доступ до документів, книг, фотографій тощо, що зберігаються в будь-якій точці світу. 

## Історія
Реєстратори інформації довго шукали шляхи її класифікації та узагальнення. Існують різні методи впорядкування шарів посилань/анотацій у документі. Інші довідкові роботи (наприклад, словники, енциклопедії) також створили попередника гіпертексту: встановлення певних слів малими великими літерами, що вказувало на те, що запис існував для цього терміну в тій самій довідковій роботі. 
Іноді цьому терміну буде передувати індекс, ☞подібний, або стрілка ➧подібний. Джанет Мюррей згадує Хорхе Луїса Борхеса "Сад розгалужених шляхів" як попередника гіпертекстового роману та естетики:
Умберто Еко також посилався на " Фіннеганс Уейк" таким же чином. 
Пізніше на сцену вийшло кілька науковців, які вважали, що людство потопає в інформації, спричиняючи безглузді рішення та дублюючи зусилля вчених. Ці вчені запропонували або розробили прото-гіпертекстові системи, що випереджають електронно-обчислювальні технології. Наприклад, на початку 20 століття двоє провидців натрапили на проблему перехресних посилань за допомогою пропозицій, заснованих на трудомістких методах грубої сили. Пол Отлет запропонував концепцію протогіпертексту, засновану на його монографічному принципі, згідно з якою всі документи будуть розкладені до унікальних фраз, що зберігаються на індексних картках . У 30-х роках Х. Г. Уеллс запропонував створити Світовий мозок .
Майкл Бакленд підсумував дуже прогресивний розвиток мікрофільмів до Другої світової війни на базі пристроїв швидкого пошуку, зокрема робочої станції на основі мікрофільмів, запропонованої Леонардом Таунсендом у 1938 році, та селектора на основі мікрофільмів та фотоелектроніки, запатентованого Емануелем Голдбергом у 1931 році  Бакленд зробив висновок: "Довоєнні фахівці з пошуку інформації в континентальній Європі,"документалісти", в основному ігноровані післявоєнними фахівцями з пошуку інформації, мали ідеї, які були набагато прогресивнішими, ніж зараз реалізується". Але, як і модель ручної індексної картки, ці мікрофільмові пристрої забезпечували швидкий пошук на основі попередньо закодованих індексів та схем класифікації, опублікованих як частина запису мікрофільмів, без включення моделі посилань, яка відрізняє сучасну концепцію гіпертексту від пошуку інформації на основі вмісту чи категорії. .

### Memex
Усі основні витоки того, що ми зараз називаємо гіпертекстом, починаються з 1945 року, коли Ванневар Буш написав статтю в The Atlantic Monthly, " Як ми можемо думати ", про футуристичний пристрій, який він назвав Memex . Він описав пристрій як електромеханічний пристрій, пов'язаний з великим архівом мікрофільмів, здатним відображати книги, твори чи будь-який документ із бібліотеки. Memex також міг би створювати "стежки" пов'язаних та розгалужених наборів сторінок, поєднуючи сторінки з опублікованої бібліотеки мікрофільмів із особистими анотаціями або доповненнями, записаними на мікрофільм. Бачення Буша базувалося на розширенні технології 1945 року - у цьому випадку запис і пошук мікрофільмів. Однак сучасна історія гіпертексту починається з Memex, оскільки "Як ми можемо думати" безпосередньо вплинув і надихнув двох американців, яким, як правило,  приписують винайдення гіпертексту, Теду Нельсону та Дугласу Енгельбарту .

### Винахід гіпертексту

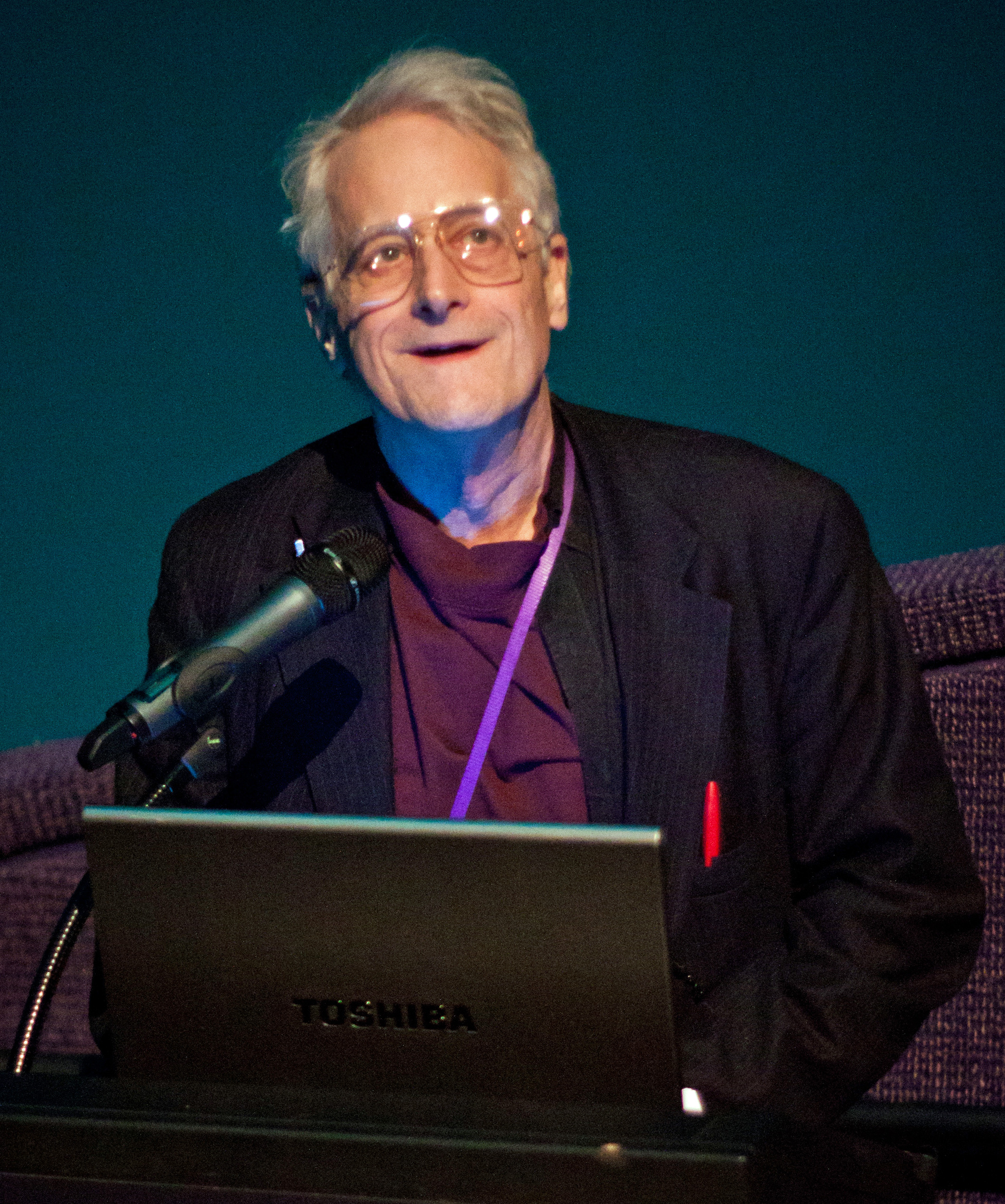
Тед Нельсон виступає з презентацією проекту Xanadu, теоретичної моделі гіпертексту, задуманої в 1960-х роках, перша та неповна реалізація якої вперше була опублікована в 1998 році

Починаючи з 1963 року, Тед Нельсон розробив модель для створення та використання пов'язаного вмісту, який він назвав "гіпертекстом" та "гіпермедіа" (перше опубліковане посилання 1965).  Тед Нельсон сказав у 1960-х роках, що розпочав впровадження теоретизованої ним системи гіпертексту, яка отримала назву Project Xanadu, але його перший і неповний публічний випуск був закінчений набагато пізніше, в 1998 році  Пізніше він працював з Андрісом ван Дамом над розробкою Системи редагування гіпертексту (HES) у 1967 році в Університеті Брауна . HES була першою системою гіпертексту, доступною на комерційному обладнанні, яку могли використовувати новачки, і вона не мала довільних обмежень щодо довжини тексту. 
Дуглас Енгельбарт самостійно розпочав роботу над своєю системою NLS в 1962 році в Стенфордському науково-дослідному інституті, хоча затримки в отриманні фінансування, персоналу та обладнання означали, що його ключові особливості були завершені лише в 1968 році. У грудні того ж року Енгельбарт вперше продемонстрував публіці гіпертекстовий інтерфейс, який отримав назву " Мати всіх демонстрацій ". Фінансування NLS сповільнилося після 1974 року.

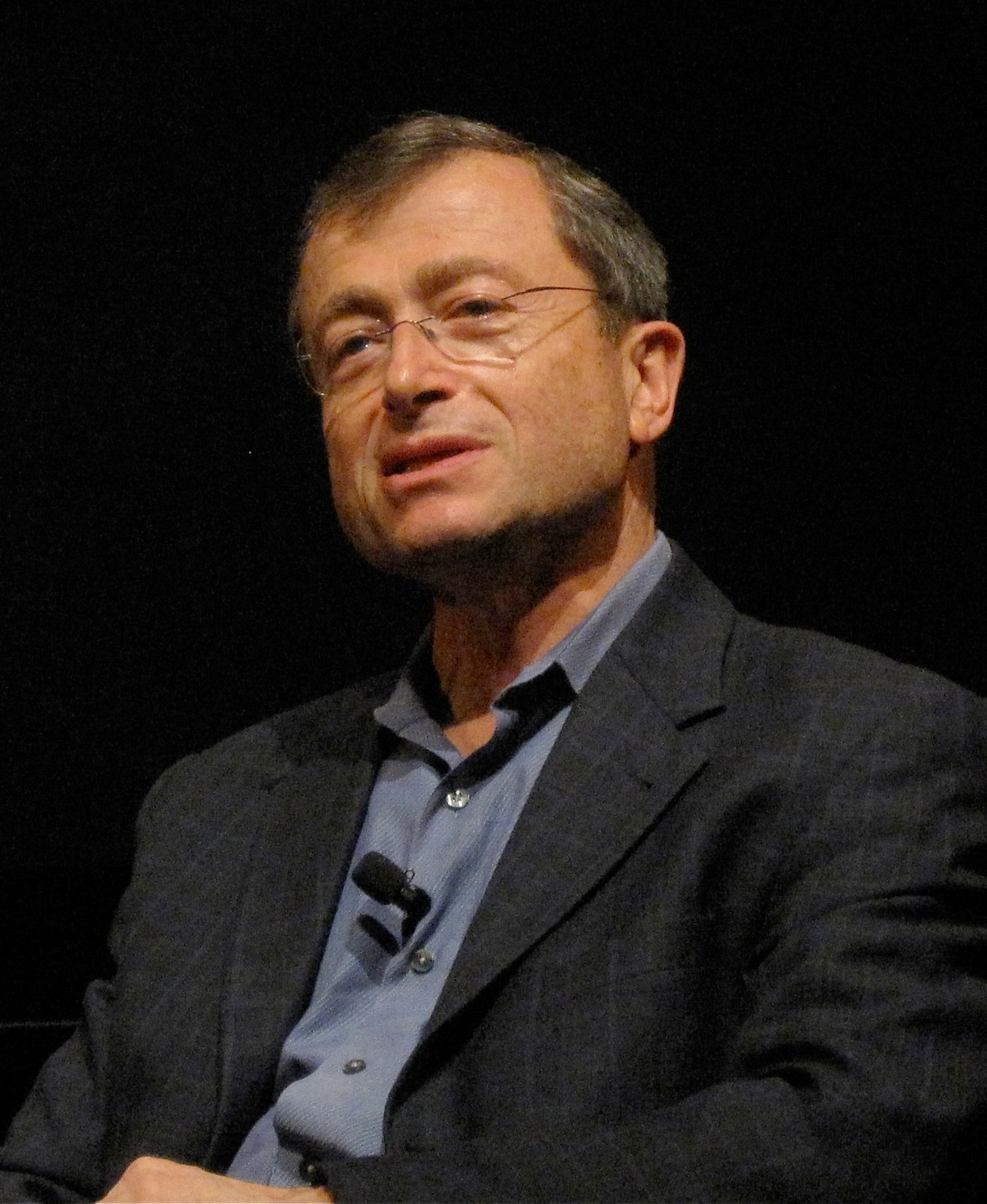
Андріс ван Дам

Пізніше, у 1968 році, команда ван Дама включила ідеї NLS у наступника HES: Систему пошуку та редагування файлів (FRESS), яка була першою системою гіпертексту, яка працювала на доступному комерційному обладнанні та ОС.  Інтерфейс користувача був простішим, ніж NLS. До 1976 року FRESS отримав фінансування від NEH і був використаний у класі поезії, в якому студенти могли переглядати та коментувати гіперпосилання на набір віршів та обговорення експертами, викладачами та іншими студентами в, можливо, першій науковій спільноті в Інтернеті,  Дам каже "передувало вікі, блоги та комунальні документи всіх видів". 
Впливова робота у наступному десятиріччі включала NoteCards у Xerox PARC та ZOG у Carnegie Mellon . ZOG розпочав свою діяльність у 1972 році як дослідницький проект зі штучним інтелектом під керівництвом Аллена Ньюелла і створив модель гіпертексту "каркасної" чи "карткової" моделі. ZOG був розгорнутий в 1982 році на кораблі USS Carl Vinson, а згодом комерціалізований як Система управління знаннями . Ще двома впливовими гіпертекстовими проектами на початку 1980-х років були " Інтерактивна система енциклопедії" (TIES) Бена Шнайдермена в Університеті Меріленда (1983) та " Інтермедіа" в Університеті Брауна (1984).

### Ранні додатки гіпертексту
Першим додатком для гіпермедіа стала карта фільмів Аспен у 1978 році. У 1980 році Тім Бернерс-Лі створив INQUIRE, ранню систему баз даних гіпертексту, дещо схожу на вікі. На початку 1980-х років також відбувся ряд експериментальних програм для гіпертексту та гіпермедіа, багато з функцій та термінології яких згодом були інтегровані в Інтернет. Guide був першою значною системою гіпертексту для персональних комп’ютерів . У 1983 році для викладачів було виготовлено інструмент для створення гіпермедіа - Tutor-Tech, розроблений для комп'ютерів Apple II .
У серпні 1987 року компанія Apple Computer випустила HyperCard для лінійки Macintosh на з'їзді MacWorld . Його вплив у поєднанні з інтересом до Керівництва Пітера Дж. Брауна (який продається OWL і вийшов раніше того ж року) та Інтермедії Університету Брауна призвели до широкого інтересу та ентузіазму до гіпертексту та нових засобів масової інформації.  Перша академічна конференція ACM Hypertext відбулася в листопаді 1987 р. У місті Чапел-Гілл, штат Північна Кароліна, де також демонструвались багато інших додатків, включаючи програмне забезпечення для написання гіпертекстової літератури Storyspace 
Тим часом Нельсон, який понад два десятиліття працював і захищав свою систему Xanadu, поряд з комерційним успіхом HyperCard, спонукав Autodesk інвестувати в його революційні ідеї. Проект продовжувався в Autodesk чотири роки, але жоден продукт не випускався.
Дослідницькі групи ван Дама в Університеті Брауна також продовжували працювати. Наприклад, наприкінці 70-х Стів Фейнер та інші розробили систему електронних книг для посібників з ремонту ВМС, а на початку 80-х Норм Мейровіц та велика команда Інституту досліджень в галузі інформації та стипендій Брауна створили Intermedia (згаданий вище), який широко використовувався в гуманітарних та літературних обчисленнях. В 1989 році ван Дам допоміг Лу Рейнольдс і колишнім своїм студентам Стівен Дероуз і Джефф Фогель відокремити Електронну книгу технологій, чия гіпертекстова система DynaText на основі SGML широко використовувалася для великих інтернет-видань та електронних книг, таких як онлайн-документація для  Sun, SGI, HP, Novell та DEC, а також аерокосмічні, транспортні, видавничі та інші програми. Центр цифрової стипендії Брауна  [Архівовано 14 січня 2021 у Wayback Machine.] (раніше Scholarly Technology Group) брав активну участь у відповідних зусиллях зі стандартизації, таких як Ініціатива кодування тексту, Відкрита електронна книга та XML, а також забезпечував широкий спектр гуманітарних гіпертекстових проектів.

### Гіпертекст та Всесвітня павутина
Наприкінці 1980-х Бернерс-Лі, вчений тоді в Європейській організації ядерних досліджень, винайшов Всесвітню павутину, щоб задовольнити попит на простий і негайний обмін інформацією між фізиками, що працюють у ЄОЯД та різних університетах чи інститутах по всьому світу.
У 1992 році Lynx народилася як ранній веббраузер. Його здатність надавати гіпертекстові посилання в документах, які можуть потрапляти в документи де завгодно в Інтернеті, розпочала створення Інтернету в Інтернеті.
На початку 1993 року Національний центр суперкомп'ютерних програм (NCSA) при Університеті Іллінойсу випустив першу версію веббраузера Mosaic, яка доповнює два існуючі веббраузери : один, який працював лише на NeXTSTEP, і той, який був мінімально зручним для користувача . Оскільки він міг відображати та посилати графіку, а також текст, Mosaic швидко став заміною Lynx. Mosaic працював у середовищі X Window System, яке тоді було популярним у дослідницькому співтоваристві, і пропонувало корисні взаємодії на основі вікон. Це дозволило зображенням , а також тексту закріпити гіпертекстові посилання. Він також включав інші протоколи, призначені для координації інформації в Інтернеті, такі як Gopher . 
Після випуску веббраузерів як для ПК, так і для середовищ Macintosh, трафік у Всесвітній павутині швидко вибухнув із 500 відомих вебсерверів у 1993 році до понад 10 000 у 1994 році. Таким чином, усі попередні системи гіпертексту були затьмарені успіхом Інтернету, хоча спочатку в ньому не було багатьох можливостей цих попередніх систем, таких як простий спосіб редагувати того, що ви читаєте, набрані посилання, зворотні посилання, включення та відстеження джерел .
У 1995 році Уорд Каннінгем зробив доступною першу вікі-програму, зробивши мережу більш гіпертекстовою, додавши легке редагування та (в межах однієї вікі) зворотні посилання та обмежене відстеження джерел. Це також додало нововведення, завдяки якому можна зробити посилання на сторінки, які ще не існували. Розробники Wiki продовжують впроваджувати нові функції, а також ті, що були розроблені або представлені під час перших досліджень гіпертексту, але не включені в оригінальну павутину.
Firefox Add-On Hyperwords, який був розроблений у співпраці з Дугом Енгельбартом  і Тедом Нельсоном  дає можливість видавати безліч команд на будь-який текст в Інтернеті, а не тільки на попередньо написані посилання-повернення, які могли зробити користувачі 40 років тому з NLS Дуга Енгельбарта .

## Дивитися також
- Хронологія технології гіпертексту
- Історія Інтернету
- HTML

## Зовнішні посилання
- Історія слова "гіпертекст"
- Історичний огляд гіпертексту [Архівовано 20 березня 2018 у Wayback Machine.]
- Перше використання гіпертексту (? [Архівовано 15 березня 2016 у Wayback Machine.] ) - зображення TIFF [Архівовано 15 березня 2016 у Wayback Machine.]
- Коротка історія технології взаємодії людини з комп'ютером [Архівовано 1 грудня 2011 у Wayback Machine.]